# Stjepan Gregorijanec
Stjepan Gregorijanec († 24. lipnja, 1593.) bio je hrvatski plemić, barun (od 1581.) te hrvatski podban (1578. – 1581.). Bio je član hrvatske plemićke obitelji Gregorijanec.

## Životopis
Od 1578. do 1581. godine bio je hrvatski podban te župan Križevačke i Zagrebačke županije. Titulu baruna dobio je 1581. godine od kralja Rudolfa II. Dvije godine kasnije bio je kandidat za poziciju bana. Iste mu je godine Sabor povjerio nadzor nad izgradnjom utvrde Brest na rijeci Kupi. Stjepan Gregorijanec obnašao je dužnost kapetana pokupskih haramija, kapetana kraljevskih pješaka i kapetana Kraljevstva.
Bio je zet Uršule Henning te joj je pomogao u sukobu s Franjom Tahijem oko susedgradsko-stubičkog vlastelinstva. Također je poticao seljački otpor protiv Tahija koji je pridonio izbijanju Seljačka bune 1573. Stjepan Gregorijanec poslije se protiv seljaka oštro istupao. Sa svojim se bratom Baltazarom sporio oko nasljedstva.
Izgradio je Kulmerove dvore u Šestinama.
Kao i otac Ambroz, Stjepan se sukobljavao s građanima Gradeca (Griča) u vezi upotrebe pašnjaka i šuma na Medvednici, posjeda Biteka, Črnomerca, Dedića, Novaka te pristojbe mitnice na savskim prijelazima. O sukobu obitelji Gregorijanec i građana pisao je August Šenoa u romanu Zlatarovo zlato iz 1871.
Imao je dva sina: Nikolu i Pavla II. († 1598.) Umro je 24. lipnja 1593.

## Vanjske poveznice
- Stjepan Gregorijanec Hrvatska enciklopedija

| Prethodnik:                    | Hrvatski podban (1578. – 1581.) | Nasljednik:        |
| Ladislav Bukovečki od Bukovice | Hrvatski podban (1578. – 1581.) | Gašpar Druškovečki |